# Sadová
Sadová (deutsch Sadowa) ist eine Gemeinde in Tschechien. Sie liegt 15 Kilometer nordwestlich des Stadtzentrums von Hradec Králové und gehört zum Okres Hradec Králové.

## Geographie
Sadová befindet sich rechtsseitig des Flusses Bystřice am Übergang des Horschitzer Berglandes zur Ostböhmischen Tafel. Durch die Gemeinde führt die Europastraße 442 und die Bahnstrecke von Hradec Králové nach Jičín. Nordöstlich erhebt sich der Hügel Bukvice (312 m), im Norden der Rozkoš (285 m), östlich der Svíb (Swiep, 330 m) und im Südosten der Chlum (337 m).
Nachbarorte sind Horní Černůtky und Sovětice im Norden, Benátky im Nordosten, Máslojedy und Čistěves im Osten, Lípa und Horní Dohalice im Südosten, Dohalice im Süden, Kopaniny, Zavadilka und Stračovská Lhota im Südwesten, Mžany im Westen sowie Dub und Klenice im Nordwesten.

## Geschichte
Sadová wurde 1241 erstmals urkundlich erwähnt und war Sitz einer Gutsherrschaft. Der Name Sadowa geht von der Wortbedeutung her auf das tschechische Wort Sad und das Adjektiv Sadovy für Obstgarten zurück. Bedeutungsgleich ist die Wortwurzel auch in vielen anderen slawische Sprachen wie beispielsweise auch russisch als Sadovaja für Obstgarten.  1636 erwarb Johann Matthias Gallas den Besitz zusammen mit der Herrschaft Smiřice. Später ging Sadová an die Grafen Schaffgotsch, die zu Beginn des 18. Jahrhunderts noch mehrere neu erworbene Dörfer von Sadová aus verwalteten. In Sadová entstand ein barockes Schloss mit großem Park an der Bystřice. 1744 brannte das Schloss ab und wurde abgetragen. Sitz der Herrschaft Sadowa wurde das Schloss Hrádek.
Östlich des Ortes fand am 3. Juli 1866 die Schlacht von Königgrätz im Deutschen Krieg zwischen preußischen und österreichischen Truppen statt. Diese Schlacht wird vor allem im französischen Sprachraum Schlacht von Sadowa (Bataille de Sadowa) genannt. Obwohl bzw. gerade weil Frankreich nicht am Krieg beteiligt war, in dem Preußen schnell siegte, bevor Frankreich eingreifen konnte, wurde dort der Ruf nach einer Rache für Sadowa laut.
1882 nahm die Rübenbahn von Smiřice den Betrieb auf. Bis ins 20. Jahrhundert war Sadová eine unbedeutende Ansiedlung, die immer zu Sowietitz gehörte. Nach Errichtung der Tschechoslowakei wurde die Gutsdomäne aufgeteilt und es wurden Siedlungshäuser für Landarbeiter errichtet.
Die Güter befanden sich bis 1945 im Besitz der Grafen Harrach. 1947 wurde die Brauerei stillgelegt. 1990 entstand die Gemeinde Sadová. 2004 hatte der Ort 127 Häuser und 325 Einwohner.

## Sehenswürdigkeiten
- Reste des Schlossparks
- Gedenksteine an die Schlacht von Königgrätz im Wald Svíb, östlich des Dorfes
- Gedenksteine und Beinhaus der Gefallenen des Gefechtes auf dem Chlum, südöstlich von Sadová